# Prepona demodice
Prepona demodice är en fjärilsart som beskrevs av Jean Baptiste Godart 1824. Prepona demodice ingår i släktet Prepona och familjen praktfjärilar. Inga underarter finns listade i Catalogue of Life.